# Macquarie Fields, New South Wales
Macquarie Fields este o suburbie în Sydney, Australia.